# Crabe chinois
Eriocheir sinensis
Espèce

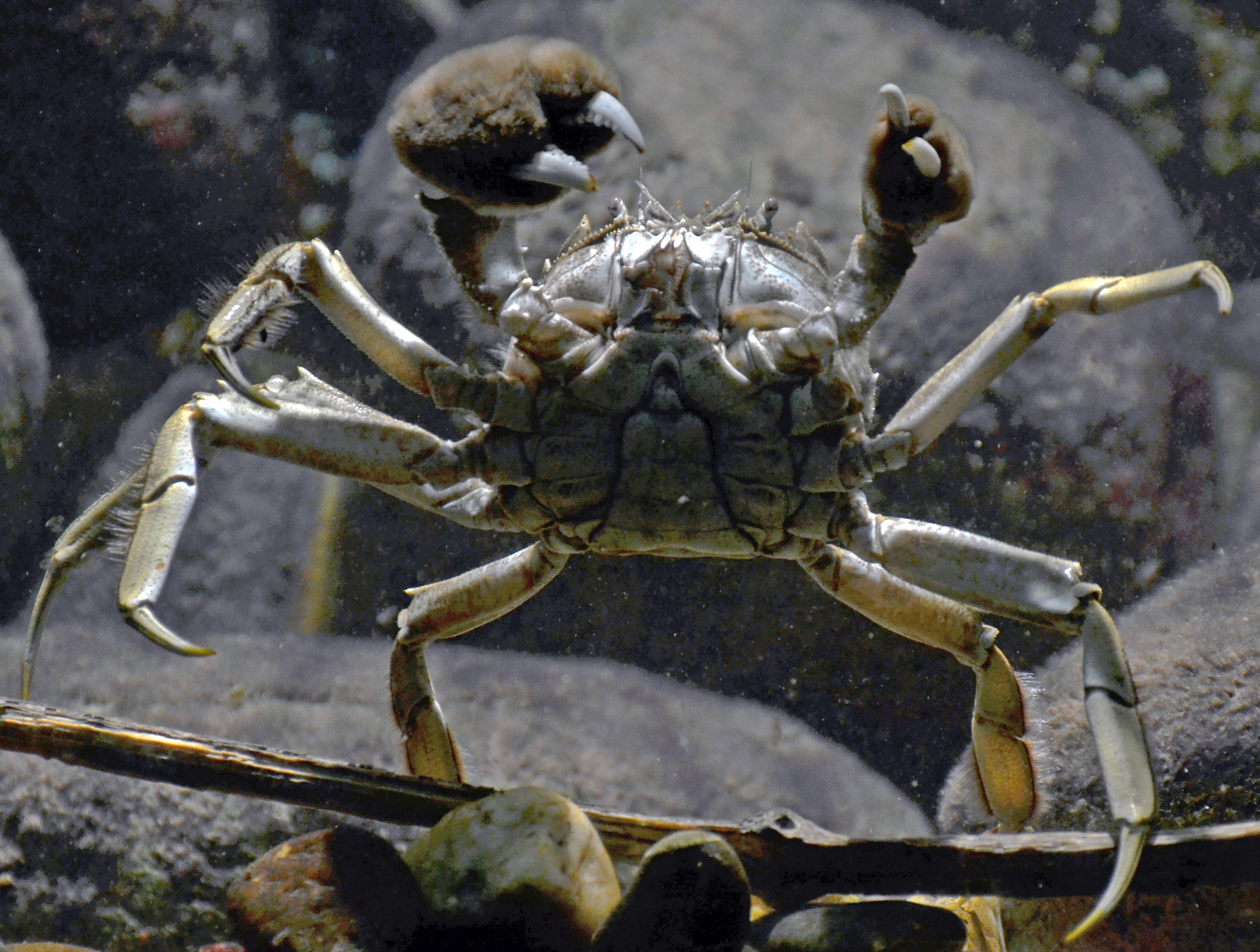
Crabe chinois (à mitaines) mâle Eriocheir sinensis. Le plastron ventral est en forme de V et en forme de U chez la femelle. Spéciment photographié au zoo de Cologne (Köln) en Allemagne.

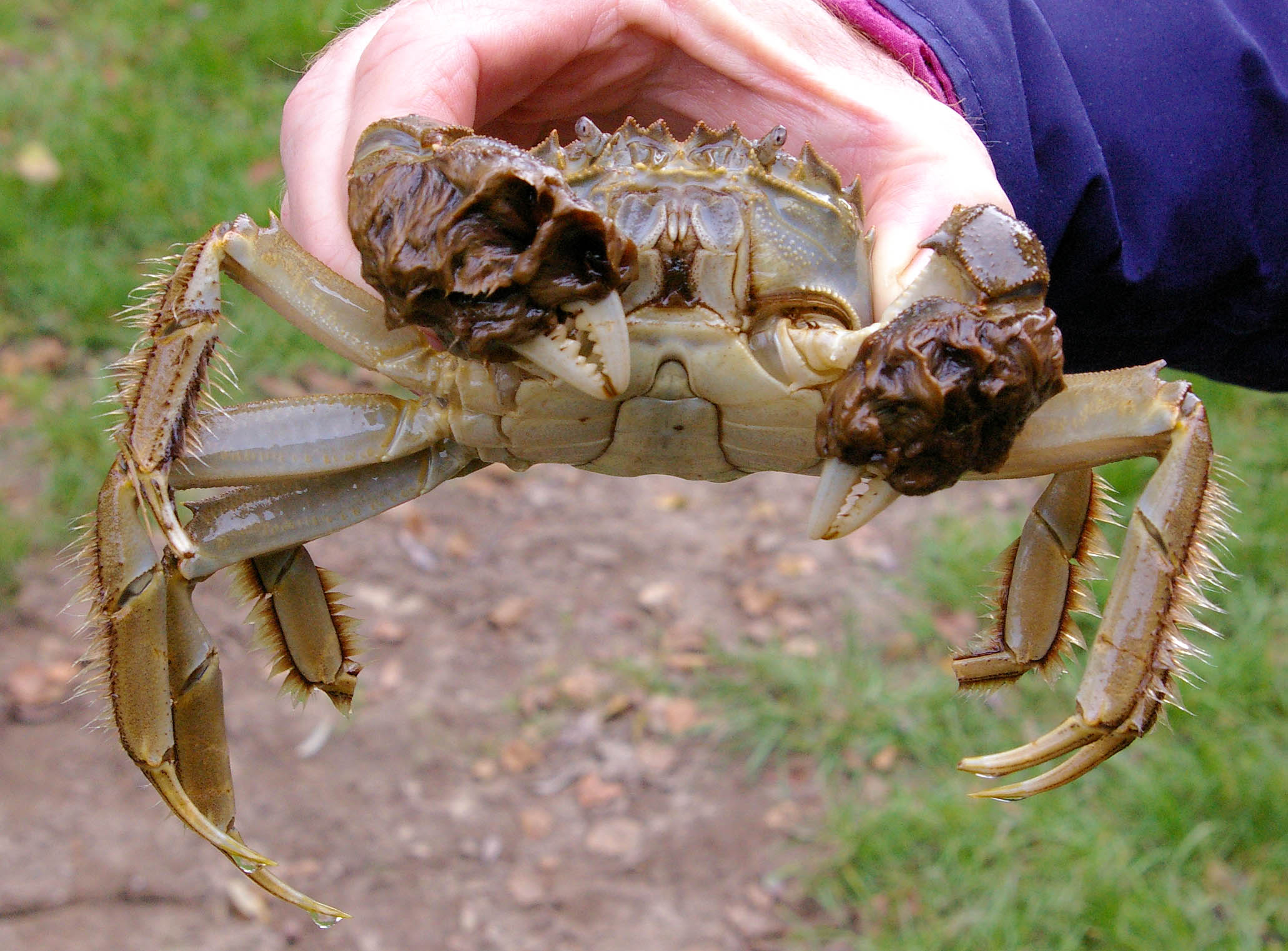
Crabe chinois mâle.

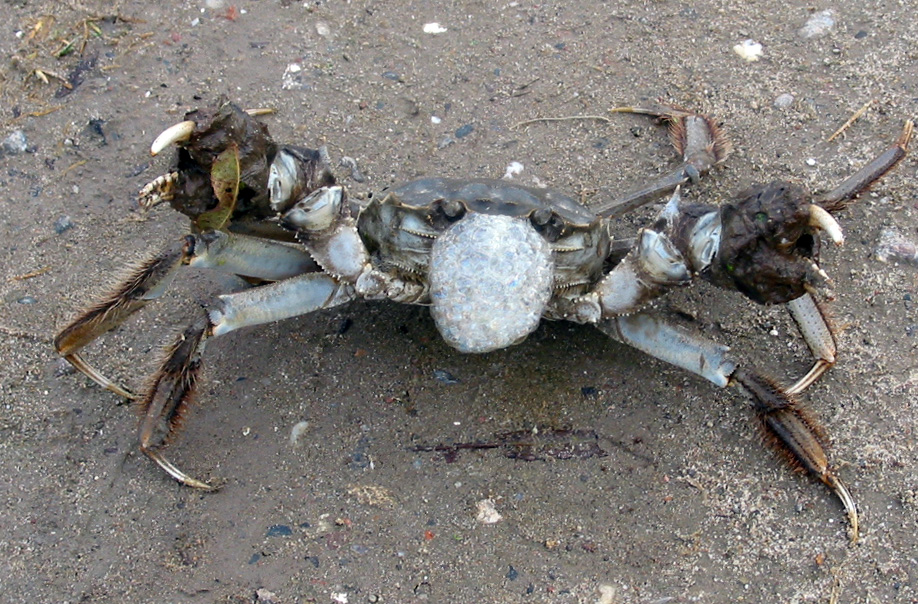
Attitude de défense : les pinces sont écartées et ce crabe produit un mucus mousseux. Ce specimen a été photographié dans le Breemwaard, dans le Waal aux Pays-Bas.

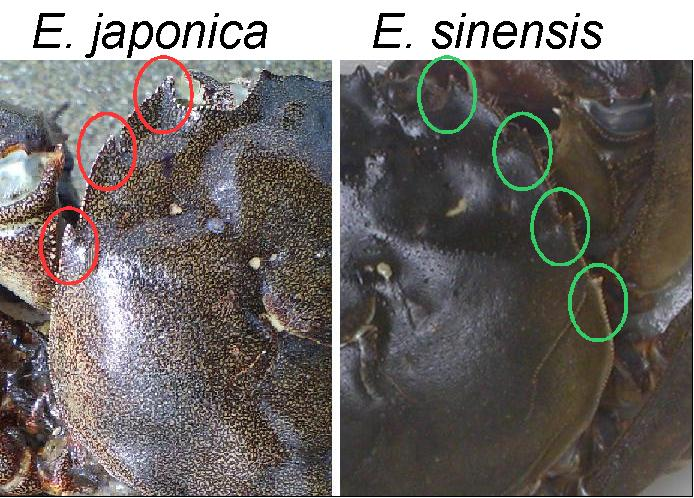
Éléments physiques de différenciation d'avec le crabe Eriocheir japonica.

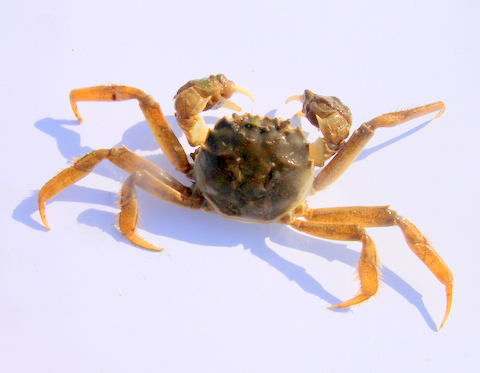
Jeune crabe chinois.

Eriocheir sinensis, connu aussi sous les noms de crabe chinois et crabe poilu de Shanghai, est une espèce de crabes fouisseurs  de la famille des Varunidae. Il creuse des galeries dans les berges limoneuses, aboutissant à une « chambre ». 
C'est une des rares espèces de crabes adaptées à la fois à l'eau douce et à l'eau de mer,, mais uniquement au stade adulte : il ne peut se reproduire qu'en milieu marin ou fortement saumâtre. Il est catadrome, comme l'anguille. 
En migration, ils peuvent contourner des obstacles en sortant de l'eau, mais ils minimisent leur temps à l'air libre où ils sont vulnérables à la prédation  . C'est souvent à cette occasion que sa présence est signalée.
Introduit hors de son aire de répartition naturelle, après une phase d'expansion en Europe au milieu du XXe siècle, au moins jusqu'au Portugal, il semble y avoir fortement régressé.

## Description
Une caractéristique est qu'une partie de ses pinces est recouverte d'une sorte de  "fourrure" (plus discrète chez les femelles et les jeunes) . 
La carapace mesure jusqu'à 7,5 centimètres de long (voire jusqu'à 10 cm parfois), sans différence de taille entre les sexes. Sa largeur totale (pattes comprises) peut atteindre 30 cm. Les pinces avant (plus fortes chez les mâles) portent quatre grandes pointes arrondies lui permettant de saisir ou déchiqueter des proies ou aliments.  Les quatre paires de pattes sont longues et aplaties, bordées de poils.
L'adulte pèse de 70 à 200 grammes (voire exceptionnellement 400). 
La carapace est de couleur variable, généralement brunâtre, bordée de vert ou de couleur brune avec des marbrures sombres et finement dentelées d'olive. 
Dimorphisme sexuel : Les mâles ont un abdomen en forme de V, alors que les femelles ont un abdomen en forme de U.
Durée de vie : elle semble très variable (1-2 ans à 3-5 ans, selon les régions étudiées). Les facteurs en cause seraient la température et la qualité de l'eau, la salinité, et peut-être d'autres facteurs peut-être encore mal identifiés.

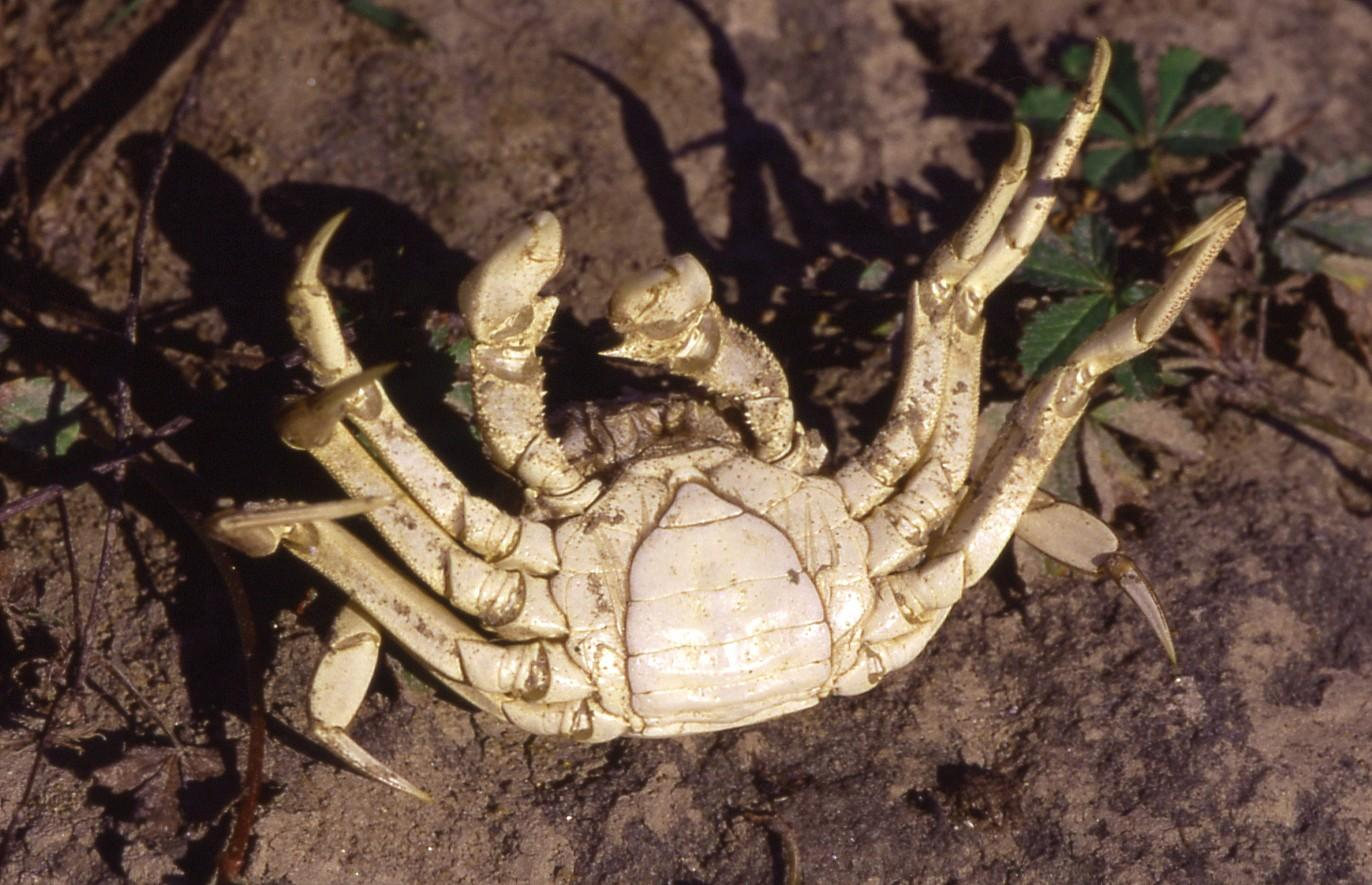
Femelle (plastron ventral en forme de U)
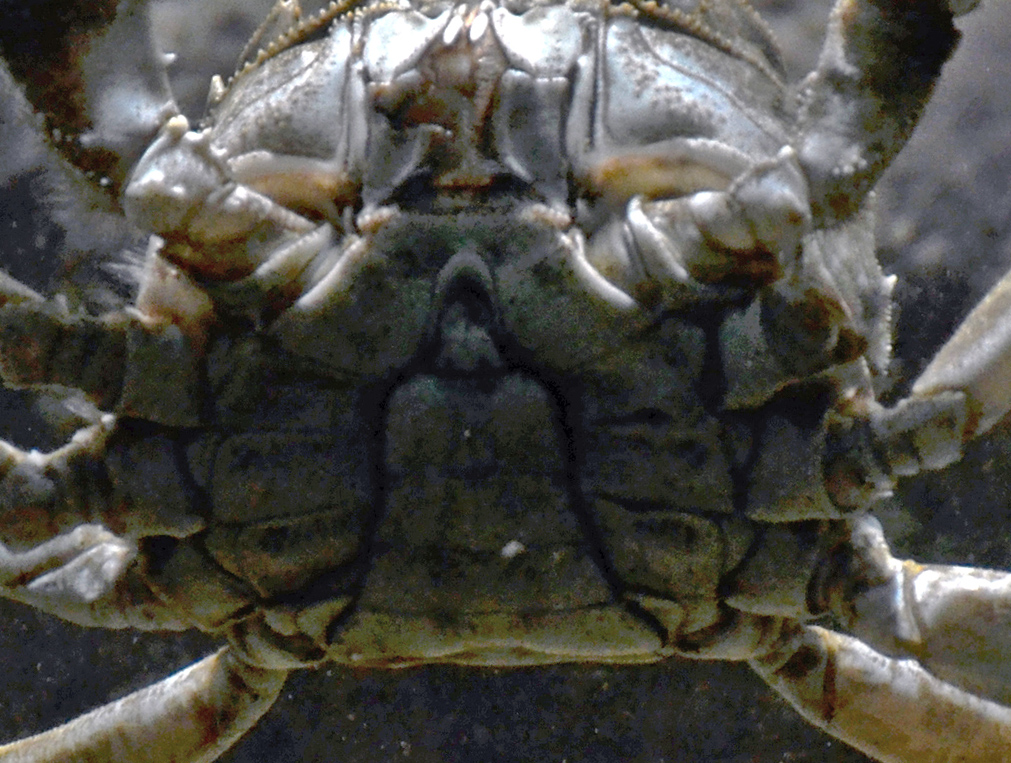
mâle (plastron ventral en forme de V)

## Distribution
Son aire naturelle de répartition est les cours d'eau tempérés côtiers et les côtes de l'Asie orientale, de la péninsule coréenne au nord jusqu'à la province chinoise de Fujian au sud, le long de la mer Jaune en passant par le Japon. Mais il a aussi été introduit dans d'autres régions du monde sur les littoraux et certains cours d'eau du nord et de l'est de l'Europe et les États-Unis... où il peut devenir au moins localement invasif,.
En France, il a été signalé pour la première fois en mer en mars 1936 par L Gallien dans le Boulonnais (première donnée pour le littoral français), puis dès l'année suivante (1937) en plusieurs exemplaires dans divers zones de la Flandre française (à Mardyck, Bergues, Wylder, Gravelines, Dunkerque et jusqu'à Saint-Omer, ce qui a alors ému la presse locale et attiré l'attention du service pêche du ministère de l'Agriculture. Depuis des individus de taille moyenne sont périodiquement observés dans certains cours d'eau, dans les estuaires, dans des bassins de ports et arrière-port (en Seine maritime par exemple).
Selon Paul Vivier ce n'est pas tant par la mer que par les fleuves et canaux qu'il a très rapidement colonisé de nouveaux habitats terrestres en Europe où sa première identification date du 26 septembre 1912 (dans l'Aller, affluent de la Weser) avant qu'il soit peu de temps après (pendant la Guerre) régulièrement trouvé dans l'Elbe inférieure. À partir des bassins de ces deux fleuves (Elbe et Weser), il se serait disséminé en Europe en passant dans l'Ems, et en 1932 dans l'Oder plus à l'Est et le Rhin à l'Ouest. On le cite alors dans tous les fleuves côtiers de l'Allemagne du Nord jusqu'à Köenigsberg, et dans tous les canaux de Hollande, ainsi qu'en Belgique, d'où il gagne (années 1930-36) le littoral français de la Mer du Nord (Fig. 20).

## Alimentation
Le crabe-Mitaines apprécie les grands cours d'eau à fonds vaseux. Il se nourrit principalement de nuit en consommant des végétaux, des larves d'insectes, des moules d'eau douce (ou marines), des escargots de petits poissons et des charognes. 
Des études récentes confirment des enquêtes antérieures (des années 1930) :  au moins les trois quarts (et jusqu'à 90 %) de son alimentation est constituée de matière végétale. Sa consommation de coquilles et d'animaux viserait à combler ses besoins en calcium et minéraux.

## Comportement: reproduction et migrations
Comme l'écrevisse, c'est une espèce plutôt troglodyte, mais qui peut aussi se cacher dans les plantes aquatiques ou dans les sables et les graviers. 
Les crabes chinois passent l'essentiel de leur existence en eau douce, mais ils doivent retourner en mer pour se reproduire, n'hésitant pas à parcourir jusqu'à 2 500 kilomètres pour leur migration. 
reproduction : Au moment de la maturité sexuelle, les mâles et les femelles se combattent puis s'accouplent. 
Selon Herborg, et al. (2006) les mâles reconnaissent les femelles matures grâce à des phéromones qui ne sont plus émises une fois la fécondation assurée.  
Après l'accouplement, les femelles ayant ovulé migrent vers les eaux salées où elles seront fécondées et pondront après au moins 24 heures. Au moment de la ponte, elles agglomèrent les œufs fécondés et produisent une substance collante qui permet aux œufs d'adhérer à une partie filandreuse de l'abdomen de la femelle, qui en prendra ainsi soin durant l'hiver, en eau profonde,. L'œuf est d'abord bleu-violet puis se décolore quand l'embryon remplace le vitellus. Une femelle peut porter 250000 à 900000 œufs (voire environ 1 million). La gestation dure environ quatre mois. Après l'éclosion la femelle conserve longtemps des fragments d'enveloppes d'œufs solidement collés aux poils des pléopodes (ce qui a permis de montrer que certaines femelles se sont reproduites sans mourir puisque dans l'Elbe, on a péché, en août 1932, une cinquantaine de grosses femelles, qui bien que fortement recouvertes de parasites laissaient apparaître à leurs pléopodes, des restes d'enveloppes d'œufs ; elles semblent donc bien pouvoir frayer deux fois ; Kamps aux Pays-Bas a fait des observations similaires, mais moins probantes selon P Vivier. La plupart des femelles meurent (et les mâles aussi) rapidement ou ne reviennent jamais en eau douce); 
Les œufs éclosent et libèrent un stade larvaire libre (dit Zoea), qui ne ressemble en rien au crabe adulte, elle est dotée d'une longue épine dorsale, d'une épine rostrale, et de 2 épines latérales. De petits appendices sont développés sur les côtés, supposés jouer un rôle pour leur alimentation. À ce stade la larve passe 1 à 3 mois en eau saumâtres, puis gagne instinctivement (chémotaxie) des zones moins salées. 
Après cinq mues le stade mégalope est atteint, qui se transforme lui-même après une nouvelle mue en un jeune crabe de 3 mm environ (qui correspond anatomiquement à un adulte miniature). 
Après plusieurs mues ce dernier pourra supporter l'eau douce ; il migrera vers l'amont au printemps (avril/mai) et grandira en eau douce (durant jusqu'à deux ans). les Mégalopes peuvent probablement couvrir de grandes distances en mer et dans l'embouchure des rivières, en se servant du flux et du reflux des marées, restant fixé au fond durant le reflux puis s'aidant du flux pour remonter vers les sources.
Ce sont des migrateurs qui peuvent parcourir 200-250 km résultats. De grands obstacles tels que les déversoirs sont contournés par la terre, et ils se montrent parfois capables d'escalader des murs de béton, même verticaux. Quand les jeunes remontent vers les rivières, ils peuvent s'insinuer dans des espaces très fins, malgré le courant contraire, en s'accrochant aux aspérités (par exemple entre deux poutres), H Hoestland  a ainsi observé en une heure à Gravelines le 27 avril 1941 une vingtaine de petits crabes remonter vers l'amont - contre un courant pourtant important - en s'insinuant entre les espaces situés entre les poutres horizontales de deux écluses. Ces deux écluses fermées font partie d'une série de 3 écluses permettant le tirage rapide des eaux de l'Aa vers la mer en cas de forte crue. Deux exemplaires qu'il a capturés mesuraient 16,5 et 26 millimètres.
Dévalaison : Après environ cinq à six ans, la maturité sexuelle est atteinte.  les femelles doivent regagner la mer pour y pondre en fin d'été. Les mâles effectuent le même chemin pour les féconder. La date de début de dévalaison varie selon les sources (fin de l'été, en octobre selon une source FAO) et elle varie sans doute en fonction de la proximité de la mer (cf. longueur du chemin à parcourir). 
Pour cela ces crabes peuvent parcourir jusqu'à 8 à 8-12 km par jour durant plusieurs mois. 
Les crabes adultes peuvent alors facilement sortir de l'eau et à nouveau escalader des obstacles (dont parois d'écluses si elles sont assez rugueuses pour le permettre. Ils peuvent probablement se laisser transporter dans des passages en siphon là où ils existent.

## Risques sanitaires et épidémiologiques
Outre que c'est une espèce qui supporte relativement bien les eaux polluées, et qui peut donc bioconcentrer certains polluants, cette espèce peut véhiculer une parasitose (zoonose due à la « douve orientale du poumon » (Paragonimus westermani (ou Paragonimus ringeri) un vers plat, parasite normal du chien, du porc et des félins qui chez l'homme donne la « distomatose pulmonaire d'Extrême-Orient », une maladie plus répandue en Asie où ce crabe est considérée comme une délicatesse (consommé cru par de nombreuses populations).

## Invasivité
C'est une espèce localement très envahissante (dans des estuaires surtout) qui s'est répandue en Amérique du Nord et en Europe, voyageant par les ballasts des bateaux. 
- En Amérique du Nord, il a d'abord été trouvé en  baie de San Francisco (en 1992), puis s'est rapidement propagé dans les fleuves Sacramento et San Joaquin[16]. Il a aussi été trouvé récemment à Hawaï[12].

- En Europe, les premiers spécimens sont détectés en 1912 dans le cours de l'Aller, puis envahissent progressivement les cours de l'Elbe, la Weser, l'Ems et le Rhin. On le retrouve désormais aussi loin en amont que Bâle ou Prague. Il a soulevé des préoccupations dès les années 1950 (où sa répartition a fait l'objet d'une première cartographie[17]) en raison des risques de concurrence avec d'autres espèces locales (écrevisses à pattes blanches notamment) et en raison de son activité fouisseuse qui contribue à endommager les rives voire à colmater certains systèmes de drainage. Depuis 2016, cette espèce est inscrite dans la liste des espèces exotiques envahissantes préoccupantes pour l’Union européenne[18]. Cela signifie que cette espèce ne peut pas être importée, élevée, transportée, commercialisée, ou libérée intentionnellement dans la nature, et ce nulle part dans l’Union européenne[19].
- En France et Belgique, il ne s'est pas montré aussi invasif qu'on ne l'a d'abord craint. 
Consommant notamment des œufs de saumons, truite et d'esturgeon, il y a néanmoins été rapidement considéré comme indésirable par les pêcheurs et les pisciculteurs[20]. 
Il a été signalé en Belgique dans les années 1930[21],[22] et 1940[23] et dans l'intérieur des terres du nord de la France dès les années 1930 (trouvé à plusieurs dizaines de km de la mer dans la Peene Becque par exemple entre 1938[24] et 1942. Il a fait craindre un envahissement du réseau hydrographique français[25] qui n'a pas eu lieu en raison de sa trop grande dépendance aux estuaires, par ailleurs très pollués durant la seconde moitié du XXe siècle. On l'a néanmoins trouvé ensuite dans les fleuves français de l'Ouest (Seine, Loire, Garonne)[17] et bien plus au sud avec cependant des zones a priori favorable pour lui, mais où il n'a pas pu s'implanter dans les lagunes littorales du Languedoc par exemple où après une dizaine d'années, il semblait peiner à gagner du terrain[26]. De fait, en 1959, H. Hoestlandt estimait que cette espèce étant arctico-boréale « il est peu probable qu'elle puisse se reproduire dans les eaux marines plus chaudes de l'Atlantique (à partir de la région de Porto) ou de la Méditerranée ».

## Prédateurs
En Europe, selon Paul Vivier (1938) ce sont d'abord des Oiseaux (Héron cendré occasionnellement, Cigogne, laridés (jusqu'à neuf
Crabes trouvés dans un seul estomac de Mouette), ainsi que des mammifères, dont le surmulot qui lui arrache pattes et pinces et vide la carapace en l'ouvrant. Dans le milieu aquatique, on a trouvé des restes de crabes dans des anguilles, lotes, morues, truites, perches et brochets.

## Utilisations

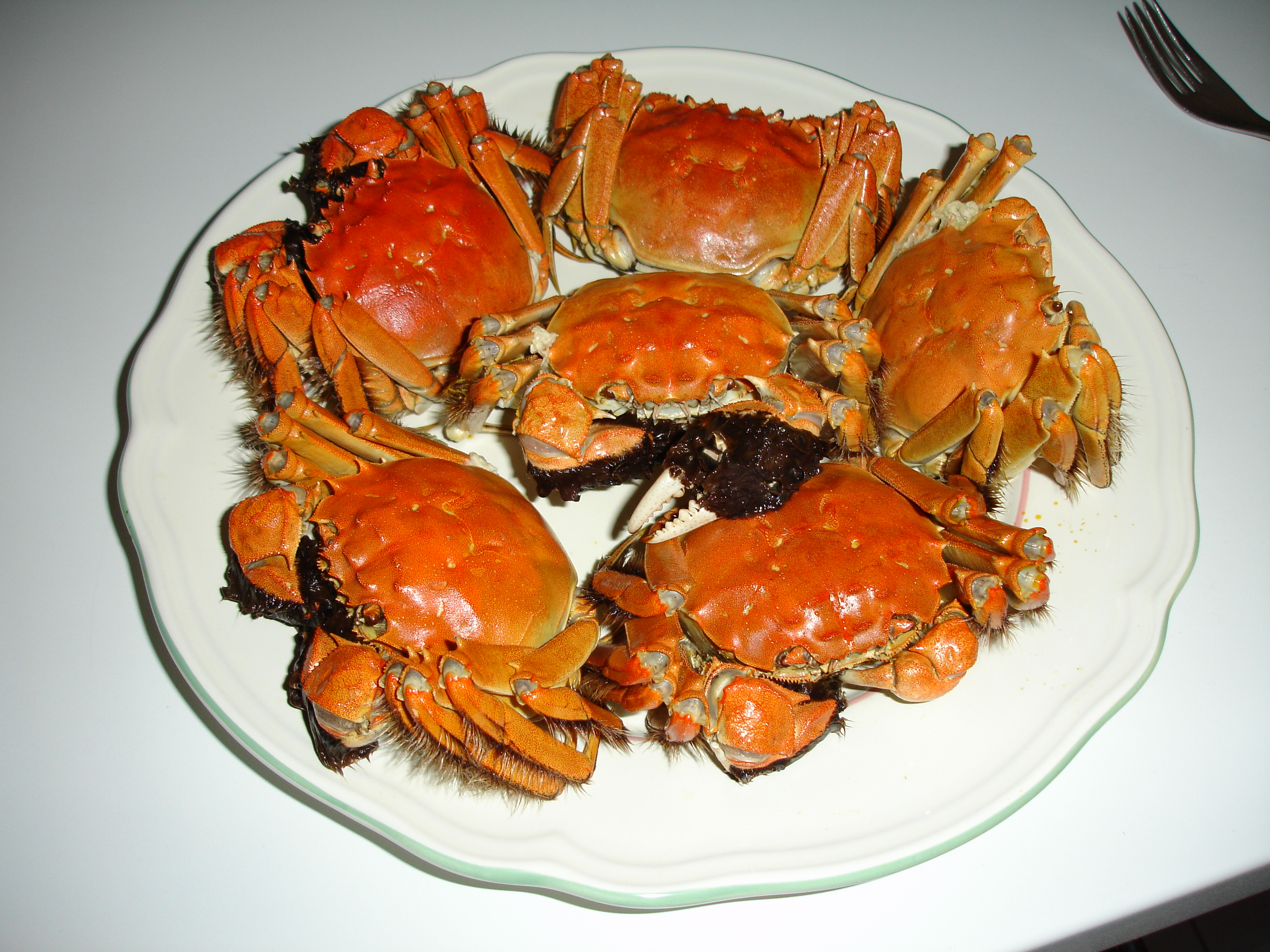
Crabe cuit

Ce crabe est considéré comme un mets délicat, dont la saveur a été vantée par des poètes comme Li Bai. 
Il est traditionnellement utilisé dans la cuisine de Shanghai et cantonaise.
La surpêche ayant entraîné une importante diminution de la population native du Yangtse, une industrie d'aquaculture s'est récemment et progressivement mise en place, notamment autour du lac de Yangcheng, pour répondre à la demande et aux prix élevés, un spécimen pouvant atteindre les 40 dollars US. Bien que les plats à base de crabe soient disponibles toute l'année, les femelles sont traditionnellement consommées pendant le neuvième mois lunaire, les mâles pendant le dixième.
La première production d'élevage connue de la FAO date de 1989, à partir d'une collecte des larves naturelles. Des larves ont pu être obtenues par reproduction artificielle ou sont issues de larves sauvages. Cette forme d'élevage s'est développé en Chine dans les années 1990, dans divers environnements aquacoles (étangs de terre, enclos de filets en lacs peu profonds, élevage en rizières, etc.). Selon les statistiques chinoises, en 2004 environ 800 tonnes de crabe chinois (vivant) ont été exportées par ce pays surtout vers Hong Kong, le Japon et la République de la Corée (valeur : environ 6 millions USD ; ces exportations ont augmenté de plus de +  70 % par rapport à celle de l'année précédente (2003). 

Des élevages expérimentaux ont eu lieu en Allemagne et aux États-Unis d'Amérique (Californie, entrepris par les chinois locaux); Selon la FAO, Les larves au stade mégalope (dernier stade avant l'apparence de crabe) « étaient abondantes dans les fleuves reliés à la mer Jaune. Cependant, cette ressource naturelle s'est considérablement épuisée depuis la fin des années 80, à cause de la pêche excessive et des changements environnementaux. Actuellement, les larves de crabes utilisées dans l'aquaculture proviennent principalement de la reproduction artificielle. Les géniteurs sont choisis parmi les crabes adultes qui sont élevés dans les étangs, les enclos ou les corps d'eaux naturels. L'eau de mer ou l'eau saline artificielle est utilisée pour la propagation et l'élevage des larves ». En élevage ils se montrent sensibles à plusieurs maladies :
- Maladie de Shiver due à un virus à ARN simple brin ; transmis par des organismes de type rickettsies
- Vibriose due à Vibrio anguillarum, Vibrio alginolyticus, Vibrio parahaemolyticus[12] ;
- Sessilinase (parasitose due à Zoothamnium spp.; Vorticella spp.; Epistylis spp.; Carchesium spp.; Intranstylum spp.[12] ;
- Maladie des ulcères de coquille due à Vibrio sp.; Pseudomonas sp.; Aeromonas sp.; Spirillum sp.; Flavobacterium sp.[12] ;
- Infection avec branchies noire (maladie encore mal comprise)[12] ;
- Sacculinose ; Parasitose due à Sacculina sp.[12].

En quelques années, la propagation artificielle des géniteurs et des larves ont négativement affecté la biodiversité et les ressources en germoplasmes et des fuites de crabes d'élevage dans le milieu naturel ont contaminé le germoplasme de la population sauvage. En 2004 selon la FA0, il était déjà devenu « difficile de trouver des souches pures dans les différents fleuves; par exemple la souche du fleuve de l'Yang Tsé Kiang qui est identifiée comme meilleure souche pour l'élevage. La dégradation de la qualité des larves est un grand problème. La croissance lente et la maturation précoce sont des problèmes communs qui affectent la production et la qualité du produit. Les prix très bas du marché des crabes cultivés ont considérablement affecté l'enthousiasme des fermiers ».
La FAO ajoute qu'en situation d'élevage « ces espèces sont destructives pour les macrophytes ; la ressource naturelle des algues aquatiques peut être considérablement endommagée et peut être difficile à récupérer si la biomasse de la population des crabes est très élevée ».

### Filmographie
- Le crabe chinois à Mareis